# Адромискус пятнистый
Адромискус пятнистый (лат. Adromischus maculatus) — вид суккулентных растений рода Адромискус (Adromischus), семейства Толстянковые (Crassulaceae), произрастающий на территории ЮАР (Капская провинция).

## Название
Родовое латинское (научное) название Adromischus происходит от др.-греч. ἁδρός, hadrós — «взрослый», «толстый» или «громоздкий» и др.-греч. μίσχος, míschos — «стебель» или, вероятнее всего «цветонос».
Видовой латинский эпитет maculatus переводится как — «пятнистый».

## Описание

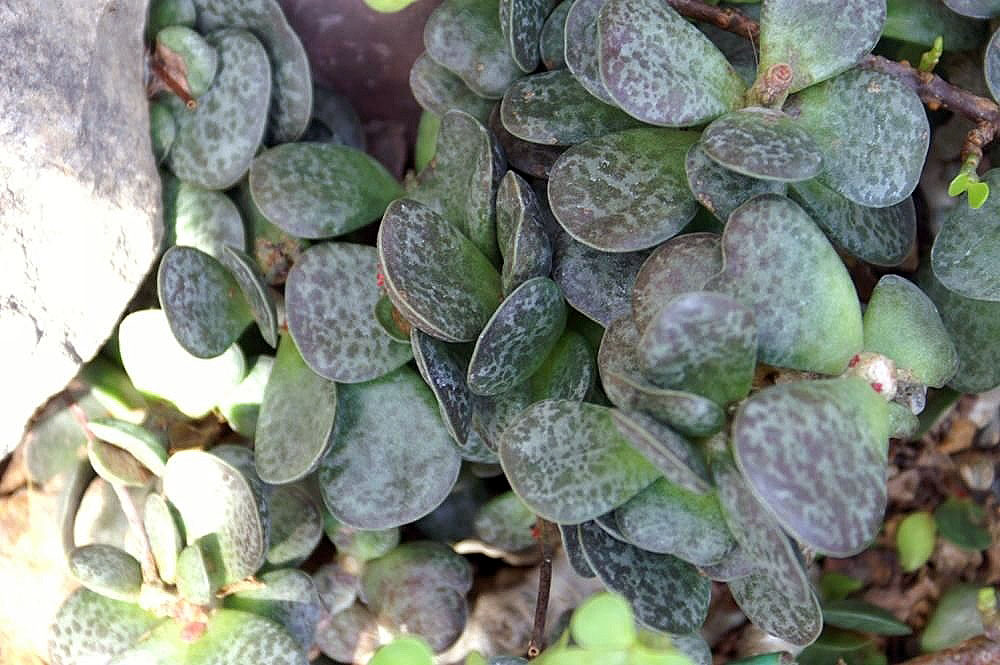
Пятнистые листья

Низкорослое, многолетнее, суккулентное растение, которое достигает высоты до 35 см и образует небольшие скопления или коврики. Стебель короткий, частично деревянистый, и может ползти до распростертого состояния, достигая длины до 15 см. Корни растения имеют мочковатую структуру. 
Листья обратнояйцевидные, могут быть округлыми или клиновидными. Ширина листьев достигает 3,5 см, а длина — до 7 cм. Край листьев ороговевший и простирается до основания. Листья имеют глянцево-зелёный оттенок, который может варьироваться от серо-зелёного до серо-коричневого. Иногда они могут приобретать почти алый цвет под воздействием солнечного света. Некоторые листья могут иметь тёмные пурпурно-коричневые пятна, в то время как другие могут быть без них. У молодых растений листья часто не имеют пятен, но существуют также формы, на которых пятна не образуются.
Соцветие представляет собой прямостоячий тирс, окрашенный в серо-зелёный оттенок, и достигающий высоты от 20 до 35 см. Растение цветет в середине лета, примерно в период с декабря по январь. Цветки трубчатые и имеют бледно-желтовато-зеленый оттенок. Доли венчика имеют длину от 2,5 до 5,0 мм, они острые и могут быть белыми или иметь бледно-розовый оттенок. По краям долей венчика присутствует розовато-лиловый оттенок, который расширяется до загнутых форм. Нижние доли и горло цветка покрыты булавовидными волосками. Пыльники не выступают из трубки венчика. Бутоны цветка тонкие, прямые, постепенно сужаются к кончикам и располагаются разбросанно.
Адромискус пятнистый является токсичным для людей и животных при употреблении в пищу.

## Таксономия
Adromischus maculatus (Salm-Dyck) Lem., первое упоминание в Jard. FIeur. 2(Misc.): 60 (1852).

### Синонимы
Гомотипные (основанные на одном и том же номенклатурном типе):
- Cotyledon maculata Salm-Dyck (1820)

Гетеротипные (основанные на разных номенклатурных типах):
- Adromischus mucronatus Lem. (1852)
- Cotyledon alternans Haw. (1819)

## Выращивание
Растение лучше выращивать под стеклом в хорошо дренированном почвенном субстрате для кактусов при ярком солнечном освещении и хорошей вентиляции. Поливать растение следует только в течение вегетационного периода с весны до осени, когда почва полностью высохнет. В зимние месяцы рекомендуется ограничить полив и поддерживать растение в прохладном месте, но не ниже 7°C. Удобрение с низким содержанием азота можно вносить два или три раза в течение вегетационного периода.
Размножение возможно с помощью семян при температуре 19–24°C, весной. Также растение можно размножать листовыми и стеблевыми черенками в летний период.